# Заручье (Лужский район)
Заручье — деревня в Ям-Тёсовском сельском поселении Лужского района Ленинградской области.

## История
ЗАРУЧЬЕ — деревня при реке Рыденке. Заручьёвского сельского общества, прихода села Климентовского.
 
Крестьянских дворов — 29. Строений — 193, в том числе жилых — 33. Ветряная мельница. 

Число жителей по семейным спискам 1879 г.: 107 м. п., 124 ж. п.; по приходским сведениям 1879 г.: 97 м. п., 120 ж. п.

В конце XIX — начале XX века деревня административно относилась к Тёсовской волости 3-го стана 3-го земского участка Новгородского уезда Новгородской губернии.

ЗАРУЧЬЕ — деревня Заручьёвского сельского общества, дворов — 57, жилых домов — 57, число жителей: 113 м. п., 149 ж. п. 

Занятия жителей — земледелие, выпас телят. Река Рыденка. Часовня, школа, хлебозапасный магазин, мелочная лавка. (1907 год)

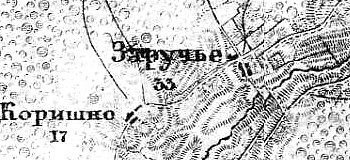
Деревня Заручье на карте 1915 года

Согласно карте из «Исторического атласа Санкт-Петербургской Губернии» 1915 года деревня Заручье насчитывала 33 крестьянских двора.
С 1917 по 1927 год деревня Заручье входила в состав Тёсовской волости Новгородского уезда Новгородской губернии.
С 1927 года, в составе Веряжинского сельсовета Оредежского района.
С 1928 года, в составе Волкинского сельсовета. В 1928 году население деревни Заручье составляло 229 человек.
По данным 1933 года деревня Заручье входила в состав Волкинского сельсовета Оредежского района.
Деревня была освобождена от немецко-фашистских оккупантов 4 февраля 1944 года.
С 1954 года, в составе Заручьёвского сельсовета.
С 1959 года, в составе Лужского района.
В 1965 году население деревни Заручье составляло 103 человека.
По данным 1966 года деревня Заручье также входила в состав Заручьёвского сельсовета Лужского района, административным центром сельсовета была деревня Волкино.
По данным 1973 и 1990 годов деревня Заручье входила в состав Приозёрного сельсовета.
По данным 1997 года в деревне Заручье Приозёрной волости проживали 27 человек, в 2002 году — 29 человек (русские — 97 %).
В 2007 году в деревне Заручье Ям-Тёсовского СП проживали 12 человек, в 2010 году — 15, в 2013 году — 16.

## География
Деревня расположена в восточной части района близ автодороги 41А-004 (Павлово — Мга — Луга).
Расстояние до административного центра поселения — 15 км.
Расстояние до ближайшей железнодорожной станции Чолово — 22 км. 
Деревня находится на правом берегу реки Рыденка.

## Демография
| 1879 | 1909 | 1928 | 1965 | 1997 | 2007 | 2010 |
| ---- | ---- | ---- | ---- | ---- | ---- | ---- |
| 231  | ↗262 | ↘229 | ↘103 | ↘27  | ↘12  | ↗15  |
| 2013 | 2017 |      |      |      |      |      |
| ↗16  | ↘8   |      |      |      |      |      |

## Улицы
Въездная, Солнечная, Центральная.